# Lanzador Northover
El lanzador 2,5 pulgadas, más conocido como lanzador Northover, era un lanzagranadas antitanque improvisado que fue empleado por el Ejército Británico y la Home Guard durante la Segunda Guerra Mundial.
Con una muy probable invasión alemana de Gran Bretaña después de la derrota en la Batalla de Francia, la mayoría de armamento disponible fue suministrado al Ejército británico, dejando a la Home Guard escasa de armamento, en especial armamento antitanque. El lanzador Northover fue diseñado por el oficial de la Home Guard Robert Harry Northover como un arma antitanque improvisada, que entró en producción en 1940 después de una demostración ante el Primer Ministro del Reino Unido Winston Churchill.
El arma consistía en un tubo de metal montado sobre un trípode, con un rudimentario cierre en uno de sus extremos. Los proyectiles eran disparados mediante una carga propulsora de pólvora negra, encendida mediante la cápsula fulminante estándar de un fusil de avancarga y tenían un alcance efectivo entre 91,4 m y 137 m. Aunque era barato y sencillo de producir, tenía varios problemas; era difícil de mover y la granada incendiaria especial No. 76 tendía a romperse dentro de la recámara, dañando el arma e hiriendo a los artilleros. Su producción empezó a fines de 1940 y para inicios de 1943, casi 19.000 estaban en servicio. Al igual que muchas armas obsoletas de la Home Guard, fue finalmente reemplazado por otras armas, tales como el cañón QF de 2 libras.  

## Desarrollo
Con el final de la Batalla de Francia y la evacuación de la Fuerza Expedicionaria Británica (FEB) desde el puerto de Dunkerque entre el 26 de mayo y el 4 de junio de 1940, una invasión alemana de Gran Bretaña parecía probable. El Ejército británico no estaba adecuadamente equipado para defender el país ante tal situación; en las semanas posteriores a la evacuación de Dunkerque solamente podía desplegar veintisiete divisiones. El Ejército padecía una grave escasez de cañones antitanque, porque 840 habían sido abandonados en Francia y solo 167 estaban disponibles en Gran Bretaña; la munición para los cañones restantes era tan escasa, que los reglamentos prohibieron su empleo para entrenamiento.
Con tales desventajas, cualquier armamento moderno disponible fue suministrado al Ejército británico y la Home Guard fue obligada a complementar su escaso arsenal de armas y municiones obsoletas con armas improvisadas. Una de estas armas era el lanzador Northover, inventado por el mayor Robert Harry Northover. Siendo un oficial de la Home Guard, Northover lo diseñó como un arma antitanque barata y sencilla de fabricar, con un costo de producción inferior a £10, excepto su trípode. El mayor le envió a Winston Churchill una carta donde describía su lanzagranadas y preparó la asistencia de Churchill a una demostración del lanzador Northover. El primer ministro aprobó el arma y ofreció su apoyo personal, ordenando en octubre de 1940 el inicio de su producción en masa para equipar a cada pelotón de la Home Guard.

## Diseño

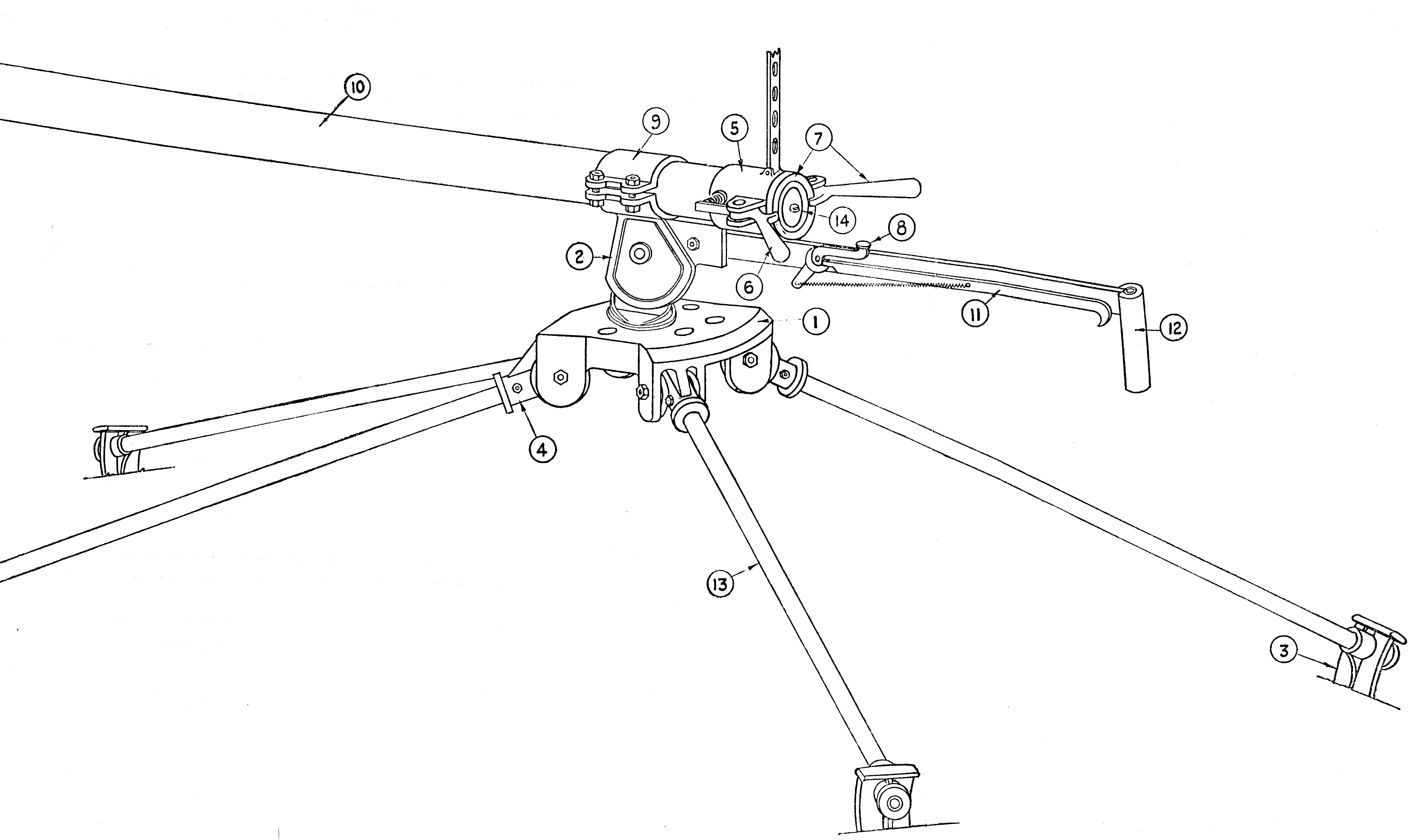
Diagrama del lanzador Northover.
Leyenda:
1: Base
2: Pivote
3: Uñas de anclaje
4: Sóquets de las patas
5: Anillo de la recámara
6: Palanca de cierre de la recámara
7: Asa del cierre de la recámara
8: Martillo
9: Abrazadera del cañón
10: Cañón
11: Barra del gatillo
12: Asa de operación
13: Patas
14: Cápsula fulminante

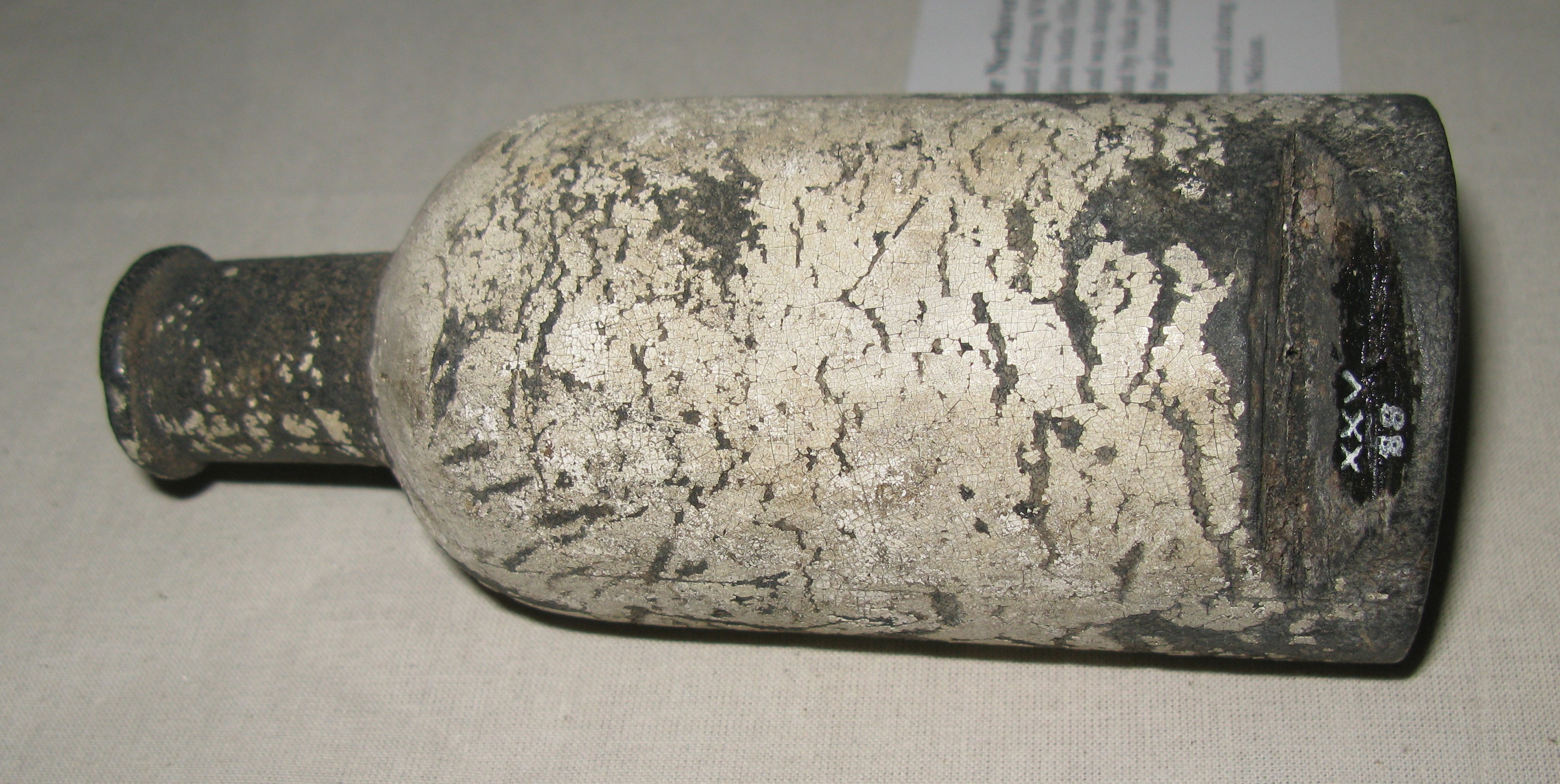
Munición de práctica para el lanzador Northover.

El lanzador Northover -que fue oficialmente designado "Lanzador, 2,5 pulgadas" por la War Office- estaba compuesto por un tubo de acero, parecido a una tubería de drenaje, montado sobre un trípode de hierro fundido. Pesaba aproximadamente 27,2 kg. Se unió una sencilla recámara en un extremo del tubo y los proyectiles eran disparados desde el lanzador mediante una pequeña carga propulsora de pólvora negra encendida por una cápsula fulminante como las empleadas en los fusiles de avancarga<Curtis (HBSA)2014>; cualquier retroceso del arma era absorbido por las patas del trípode, que también eran huecas. Tenía un alcance máximo de aproximadamente 274 m, pero solo era preciso entre 91,4 m y 137 m. Las unidades de la Home Guard solían añadir al arma sus propias modificaciones, que incluían montarla sobre cureñas o incluso en los sidecar de motocicletas. Era operado por un equipo de tres. La munición para el arma era la granada incendiaria especial No. 76, una botella de vidrio "que contenía una mezcla incendiaria de fósforo que estallaba en llamas pálidas, emitiendo cantidades de humo asfixiante al exponerse al aire", así como granadas de mano y granadas de fusil.
El lanzador tenía varios defectos. Era difícil de mover, el trípode tendía a dañarse si se dejaba caer y la presión generada por su disparo fue descrita como "débil". Las granadas incendiarias de fósforo blanco mostraron una serie de fallas cuando eran empleadas en el lanzador; con frecuencia estallaban dentro del arma si se empleaba una carga propulsora muy grande, caían a corta distancia si se empleaba una carga propulsora muy pequeña o no llegaban a estallar. También podían romperse dentro del cañón al ser disparadas, dañando el arma e hiriendo a sus artilleros. Incluso al disparar correctamente, el lanzador emitía una gran nube de humo que tardaba hasta un minuto en disiparse y delataba la posición del arma. Bishop argumenta que su capacidad antitanque podría haber sido "dudosa" cuando disparaba granadas de mano y granadas de fusil, aunque considera que las granadas incendiarias de fósforo blanco podrían haber sido más exitosas. Para facilitar su transporte, en 1941 se desarrolló una versión más ligera del arma, el lanzador Northover Mk 2, pero se produjeron pocos ejemplares.

## Historial de combate

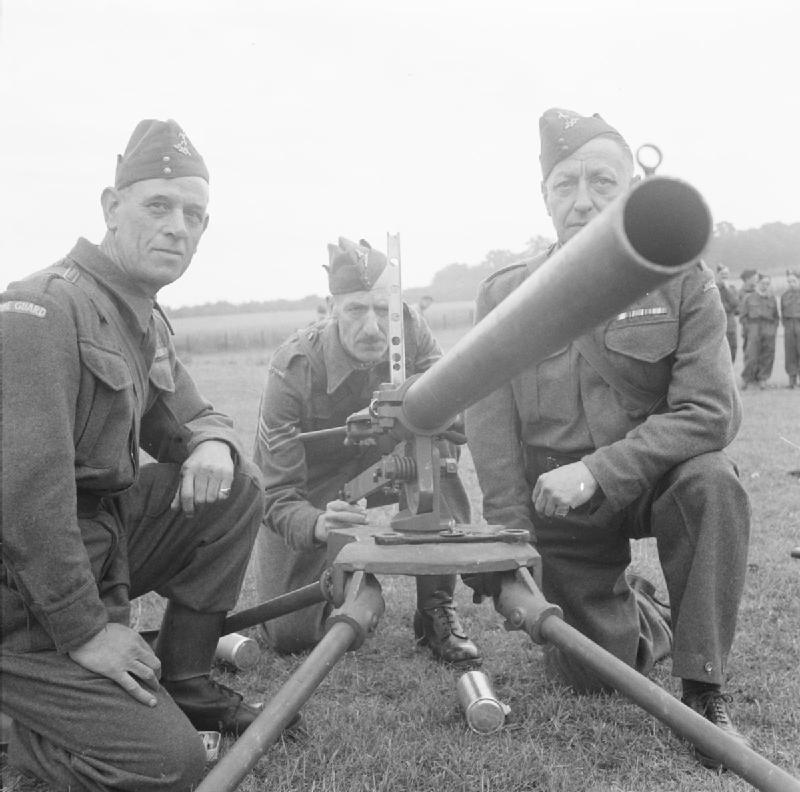
Miembros de la Home Guard de Kent con su lanzador Northover.

El lanzador Northover fue suministrado tanto a la Home Guard como a unidades regulares del Ejército británico, con más de 8.000 lanzadores Northover en servicio en agosto de 1941. Este número se incrementó a 18.919 a inicios de 1943.
Las reacciones iniciales ante el lanzador Northover fueron dispares, con algunos voluntarios de la Home Guard teniendo dudas sobre el inusual diseño del arma y algunos oficiales jamás aceptaron que podía ser útil. Sin embargo, la mayoría de unidades de la Home Guard terminaron aceptando el arma y confiaban en ella, gracias a grandes cantidades de lo que Mackenzie llama "propaganda de la War Office" que citaba las cualidades positivas del arma, tales como su facilidad de uso, fabricación sencilla y bajos requisitos de mantenimiento. Fue, en palabras de un voluntario de la Home Guard, «algo para aceptar con gratitud hasta que llegase algo mejor».
Al igual que muchas de las armas obsoletas asignadas a la Home Guard, el lanzador Northover solo fue retirado de servicio cuando pudo ser reemplazado con armas "marginalmente menos ineficaces" ofrecidas por el Ejército, tales como el cañón QF de 2 libras.